# Wanda Achsel
Wanda Achsel, verheiratete Achsel-Clemens (* 12. Oktober 1886 in Berlin; † 3. August 1977 in Wien) war eine deutsche Opernsängerin (Sopran).

## Leben
Wanda Margarethe Gertrud Achsel wurde als Tochter des Tischlers Wilhelm Friedrich Ernst Achsel und seiner Ehefrau Elisabeth Albertine Amanda geb. Götsch in der Reichenbergerstraße 24 in Berlin geboren. Ihr Bruder war der Filmproduzent Willy Achsel.
Sie erhielt ihre Ausbildung bei Laura Détschy in Berlin und debütierte 1910 in der Berliner Sommeroper als Elsa in „Lohengrin“ von Richard Wagner. Nach Engagements am Stadttheater Würzburg (1910–1912) und danach an der Oper Köln (1912–1923)  war sie von 1923 bis 1939 an der Wiener Staatsoper beschäftigt. 1923 sang sie in der Premiere von „Fredigundis“ von Franz Schmidt die Titelpartie. Achsel, die das Rollenfach des lyrisch-dramatischen Soprans sang, hatte ein breit gefächertes Repertoire, das so unterschiedliche Partien wie die Butterfly oder Mimi mit Elisabeth („Tannhäuser“) und Sieglinde vereinte. Sie engagierte sich für die zeitgenössische Oper und sang die Marie („Wozzeck“), Komponist („Ariadne auf Naxos“) und Octavian („Der Rosenkavalier“) oder an der Seite von Richard Tauber 1937 bei der Wiener Erstaufführung von Bernhard Paumgartners „Rossini in Neapel“.
Achsel, die 1919 den Titel einer Kammersängerin verliehen bekommen hatte, gab Gastspiele in den Niederlanden, Polen, der Tschechoslowakei und Jugoslawien. Bei den Salzburger Festspielen sang sie 1929 die Rosalinde in der „Fledermaus“.
Nach dem Ende ihrer Karriere betätigte sie sich als Gesangspädagogin.
Bis 1933 war sie mit dem Tenor Hans Clemens (1890–1958) verheiratet, den sie in Köln kennengelernt hatte. Sie lebte zuletzt als Gesangslehrerin in Wien. Ihre Grabstätte befindet sich auf dem Evangelischen Friedhof des Wiener Zentralfriedhofs (II, 466/68).

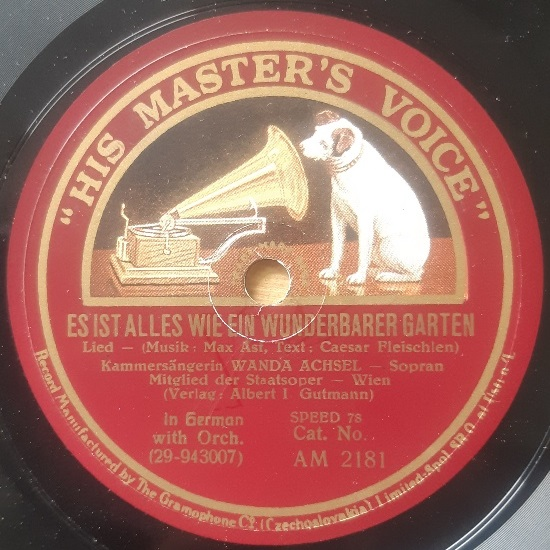
Schallplatte von Wanda Achsel (Wien 1929)

Wanda Achsel hinterließ nur sehr wenige Platten bei HMV (Wien 1929).